# سانتا باربارا (هندوراس)
سانتا باربارا (به اسپانیایی: Santa Bárbara) یک منطقهٔ مسکونی در هندوراس است که در استان سانتا باربارا واقع شده‌است. سانتا باربارا ۲۹۵٫۶ کیلومتر مربع مساحت و ۴۳٬۳۵۲ نفر جمعیت دارد.